# Ivo Padovan
Ivo Padovan (Blato na Korčuli, 11. veljače 1922. – Zagreb, 19. prosinca 2010.), istaknuti medicinski stručnjak, redoviti član Razreda za medicinske znanosti Hrvatske akademije znanosti i umjetnosti i njezin višegodišnji potpredsjednik i predsjednik, osnivač Lige za borbu protiv raka i središnjeg Instituta za tumore, jedan od utemeljitelja kliničke audiometrije, a bavio se dijagnostikom i terapijom malignih tumora te plastično-rekonstruktivnom kirurgijom.

## Životopis
Rodio se 11. veljače 1922. u Blatu na Korčuli gdje je završio osnovnu školu. Klasičnu gimnaziju polazio je u Dubrovniku i Zagrebu, a medicinu je studirao na Medicinskom fakultetu Sveučilišta u Zagrebu gdje je 1950. godine specijalizirao otorinolaringologiju. Od 1952. godine radio je u Kliničkom bolničkom centru Sestara milosrdnica, a od 1966. do 1988. godine bio je predstojnik Klinike za bolesti uha, nosa i grla i kirurgiju glave i vrata Medicinskog fakulteta u toj bolnici. Usavršavao se na brojnim klinikama u Francuskoj, Njemačkoj, Austriji, Švicarskoj, Velikoj Britaniji, SAD, Kanadi i Rusiji.
Stečena znanja i iskustva na najbolji je način nastojao primijeniti u kliničkom radu. Bio je jedan od utemeljitelja kliničke audiometrije, a bavio se dijagnostikom i terapijom zloćudnih tumora te plastično-rekonstruktivnom kirurgijom. Izradio je pilot projekt prema kojemu je 1966. godine u Hrvatskoj osnovana Liga za borbu protiv raka. Jedan je od osnivača Središnjeg instituta za tumore i slične bolesti otvorenog 1968. godine u Zagrebu. Prema projektima na kojima je radio izrađen je aparat AUDIOSTROB-PADOVAN za dijagnostiku respiratornih organa i fiziologiju generatora glasa. Kao pokretač i organizator u rješavanju stručnih medicinskih i općezdravstvenih problema, bio je suosnivač Instituta za proučavanje i zaštitu uha i dišnih organa 1961. godine i prvog Zavoda za talasoterapiju i liječenje dišnih organa u Crikvenici.
Bio je članom mnogih prestižnih stručnih i znanstvenih organizacija u SAD-u, Velikoj Britaniji, Francuskoj i Švicarskoj, a punih osam godina bio je i članom Vijeća Međunarodne lige protiv raka. Godine 1975. postao je izvanredni član, a od 1983. godine bio je redoviti član u Razredu za medicinske znanosti Hrvatske akademije znanosti i umjetnosti. Od 1989. bio je tajnik Razreda za medicinske znanosti, od 1991. do 1997. godine potpredsjednik, a u dva navrata, u razdoblju od 1998. do 2004. godine, predsjednik Akademije.

## Radovi
- Otorinolaringologija (1982. – 1987.)

- Svezak I: Kirurgija uha (1982.)
- Svezak II.: Kirurgija nosa, paranazalnih šupljina i lica (1984.)
- Svezak III.: Kirurgija usne šupljine, ždrijela, grla i vrata (1987.)

Akademik Padovan objavio je više od 120 znanstvenih i oko 200 stručnih radova te osam knjiga iz područja otorinolaringologije i plastične kirurgije glave i vrata. Bio je glavnim urednikom Medicinske enciklopedije, Medicinskog leksikona i Medicinskog riječnika, osnivač i glavni urednik znanstvenih časopisa Symposia Otorhinolaryngologica i Libri Oncologici.

## Odličja, nagrade i priznanja
Za svoje iznimne zasluge u medicinskom i istraživačkom radu akademik Padovan dobio je Nagradu za životno djelo 1993. godine, a za doprinos na području rinoplastike dobio je nagradu Svjetskog kongresa otorinolaringologa 1985. godine. Također, za osobite zasluge u znanosti 28. svibnja 1995. odlikovan je redom Danice hrvatske s likom Ruđera Boškovića.

## Spomen
- Godine 2016. u KBC Sestara milosrdnica postavljeno je spomen-poprsje Ive Padovana. Autor spomen-poprsja je Kruno Bošnjak.[3]

## Vanjske poveznice
Mrežna mjesta
- Padovan, Ivo Hrvatska enciklopedija
- Ivo Padovan, Hrvatski muzej medicine i farmacije
- Akademik Ivo Padovan 1922. - 2010., Medicus 2/2010.
- Ivo Padovan, Povijesne crtice iz hrvatske medicinske leksikografije i perspektive  Arhivirana inačica izvorne stranice od 6. prosinca 2021. (Wayback Machine), Radovi Leksikografskog zavoda Miroslav Krleža 1/1991.